# Lunenburg
Lunenburg – kanadyjskie miasto portowe w Nowej Szkocji ze starówką wpisaną na listę UNESCO. Położone na południowym wybrzeżu prowincji, na półwyspie po zachodniej stronie Mahone Bay, ok. 90 km od Halifaxu. W 2006 r. liczyło 2 317 mieszkańców.

## Historia

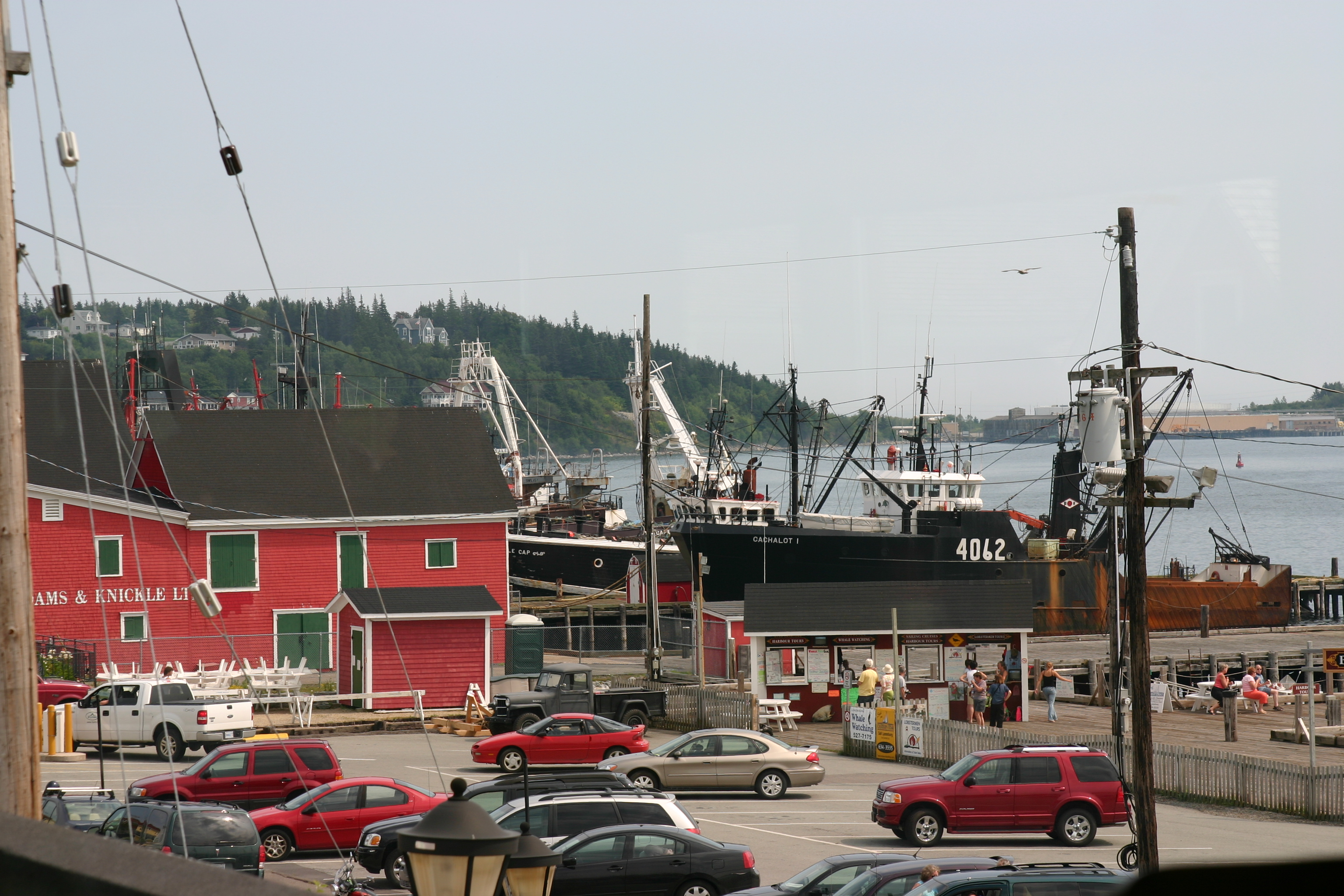
Widok na port w Lunenburgu

Lunenburg został założony w 1753 r. i nazwany dla uhonorowania króla Wielkiej Brytanii i Irlandii Jerzego II, który był także księciem Brunszwiku-Lüneburga. W przeszłości ważny port i ośrodek stoczniowy, obecnie siedziba niewielkich firm przemysłowych i handlowych, w tym High Liner Foods, największych niegdyś zakładów przetwórstwa rybnego w Kanadzie.

## Ludzie i kultura
Lunenburg to miejsce budowy szkunera Bluenose i jego następcy Bluenose II, który pozostaje ważną lokalną atrakcją turystyczną. Turystyka jest dziś najważniejszą gałęzią gospodarki w miasteczku, odwiedzanym co roku przez tysiące gości. W miasteczku funkcjonują liczne restauracje, kawiarnie, hotele i sklepy z pamiątkami, a także Atlantyckie Muzeum Rybołówstwa. Z Lunenburga pochodzi trio Air Traffic Control grające muzykę pop/rock.
Pierwotni mieszkańcy Lunenburga - głównie protestanccy Niemcy z południa Nadrenii, Szwajcarzy i Francuzi - przybyli tu w tej samej fali imigracyjnej, co Holendrzy z Pensylwanii. Byli "protestantami z zagranicy", zachęcanymi przez Brytyjczyków do osiedlania się w północnoamerykańskich koloniach. Niektórzy ich potomkowie wciąż mieszkają w Lunenburgu.

## Obiekt światowego dziedzictwa
Historyczne stare miasto Lunenburga w 1995 r. wpisano na Listę światowego dziedzictwa UNESCO. Pomogło to w ochronie i promocji unikalnej lokalnej zabudowy miejskiej, stanowiącej doskonały przykład brytyjskiej architektury kolonialnej w Ameryce Północnej.